# Petr Uličný
Petr Uličný (* 11. února 1950, Uničov) je bývalý český fotbalista a později fotbalový trenér. Posledním ligovým klubem, který trénoval před ukončením své oficiální trenérské kariéry, byla SK Sigma Olomouc. Mezi přáteli je znám pod přezdívkou John nebo Ulička.

## Fotbalový životopis
Během své hráčské kariéry nikdy nepůsobil v zahraničí. Začínal v Kroměříži, odkud přešel do pražské Sparty, následně do plzeňské Škodovky a posléze do olomoucké Sigmy. V závěru ještě hrával jako hrající asistent trenéra v Hranicích a v Uničově.
S trénováním začínal v tehdy druholigovém Havířově. Následně vystřídal prvoligové kluby ze Zlína, Brna, Ostravy, Plzně, dále žižkovskou Viktorku a Opavu. Poté působil v té době druholigovém Hradci Králové, s nímž dokázal postoupit do první ligy. Dále pak trénoval v Olomouci a opět ve Zlíně. V roce 2007 odešel na své první zahraniční angažmá, a sice do slovenského Ružomberku které ale za půl roku ukončil. V české lize pak pokračoval Brně, odkud po svém nuceném odchodu v roce 2008 zamířil po delší pauze do 1. HFK Olomouc. Zde však v červnu 2011 skončil, neboť nesplnil požadavek postupu do druhé ligy. Na začátku prosince 2011 byl jmenován trenérem Sigmy Olomouc, která se v té době pohybovala na předposledním místě tabulky 1. fotbalové ligy.
Ve středu 2. května 2012 vybojoval Petr Uličný s Olomoucí vítězství v českém fotbalovém poháru (Pohár České pošty) finálovým vítězstvím nad Spartou Praha 1:0 na neutrálním hřišti ve Štruncových sadech v Plzni. Již dříve avizoval, že po sezóně ukončí trenérskou kariéru, přičemž hlavním cílem bylo zachránit Olomouc v Gambrinus lize (což se podařilo). Vítězství v poháru bylo neplánovaným bonusem a Petr Uličný tak v závěru dlouhé kariéry získal svou první trofej.
V posledním ligovém zápase Olomouce s Duklou Praha 12. května 2012 (Olomouc vyhrála 2:1) Petr Uličný úspěšně zakončil trenérskou kariéru, celkem odkoučoval 413 zápasů.
V květnu 2015 vydal spolu s Romanem Smutným biografii Petr Uličný: Bouřlivák John.
Od srpna 2015 byl veden jako hlavní trenér 1. SC Znojmo, fakticky však šlo pouze o zaštítění práce trenéra Radima Kučery, který tou dobou nevlastnil trenérskou profesionální licenci.
V září 2020 obdržel Cenu města Olomouce za rok 2019 v oblasti sport.

## Ligová bilance
| Ročník                                   | Zápasy | Góly | Minuty | Klub          |
| ---------------------------------------- | ------ | ---- | ------ | ------------- |
| 1. československá fotbalová liga 1970/71 | 26     | 0    | 1 551  | Sparta Praha  |
| 1. československá fotbalová liga 1971/72 | 13     | 0    | 510    | Sparta Praha  |
| 1. československá fotbalová liga 1972/73 | 22     | 3    | 1 250  | Škoda Plzeň   |
| 1. československá fotbalová liga 1973/74 | 30     | 0    | 2 679  | Škoda Plzeň   |
| 1. československá fotbalová liga 1974/75 | 29     | 6    | 2 410  | Škoda Plzeň   |
| 1. československá fotbalová liga 1975/76 | 30     | 6    | 2 532  | Škoda Plzeň   |
| 1. československá fotbalová liga 1976/77 | 24     | 3    | 2 077  | Škoda Plzeň   |
| 1. československá fotbalová liga 1982/83 | 9      | 0    | 497    | Sigma Olomouc |
| CELKEM 1. liga                           | 183    | 18   | 13 525 |               |

## Rodina
Petr Uličný je ženatý a s manželkou Alenou vychovávají jejich dva syny, staršího Petra a mladšího Tomáše, který je dnes hlavním trenérem Sportovního centra mládeže. Dále má vnoučata staršího Patrika a mladší Nikolu, kteří jsou děti Petra a Tomáše Juniora, který je syn Tomáše.